# Râul Toplicioara, Șoimuș
Râul Toplicioara este un curs de apă, afluent al râului Șoimuș. 

## Hărți
- Harta munții Pădurea Craiului  Arhivat în 16 ianuarie 2010, la Wayback Machine.
- Harta interactivă Munții Pădurea Craiului
- Harta munții Apuseni